# Осада Самарканда (1494/1496)
После смерти Абу Саида Мирзы, правнука Амира Тимура, его уменьшившаяся империя Тимуридов была разделена между четырьмя его сыновьями, а именно:
- Умар Шейх Мирза II, правитель Ферганы
- Султан Ахмед Мирза, правитель Самарканда, Бухары и Хиссара
- Султан Махмуд Мирза, правитель Балха
- Улугбек Мирза II, правитель Кабула

Междоусобная война между двумя братьями Умаром Шейхом Мирзой II (отцом Бабура), царем Ферганы, и султаном Ахмедом Мирзой, правителем Самарканда и Бухары, велась в 1492 году. Когда Умар Шейх умер естественной смертью, оставив сына, 12-летнего Бабура во главе своего королевства, Ахмед Мирза, дядя Бабура, не теряя времени, напал на владения Бабура, но его попытка потерпела неудачу. Позже Ахмед Мирза также умер естественной смертью. После смерти султана Ахмеда Мирзы султан Махмуд Мирза переехал в Самарканд и помогал Бабуру править. 
Но это длилось недолго. Около пяти- шести месяцев, как сообщается, пытался регулировать сбор налогов и усилить свою армию. Но со смертью султана Ахмеда Мирзы, Султана Махмуда Мирзы и Умара Шейха Мирзы II, которые произошли в течение года, междоусобицы усилились. 
Самые богатые эмиры пытались использовать малолетних тимуридов, предпочитая возводить на престол самых слабых из них. Но приход к власти в Самарканде молодого тимуридского султана Байсонкор-мирзы ибн Махмуд-мирзы всколыхнул правителей других провинций. Султан Али Мирза вышел из Бухары в поход на Самарканд, но жители города оказали ожесточенное сопротивление. 
Эти события, а также смятение и анархия, которыми они сопровождались в Самаркандском царстве, не ускользнули от внимания Бабура, решившего попытать счастья. В 1496 году 15-летний Бабур двинулся в Самарканд. В тот же момент и по тем же мотивам Султан Масуд Мирза, старший брат Султана Али Мирзы и Байсонкор Мирзы, направлялись на осаду города. Таким образом, этот несчастный город, несчастный из-за своего богатства и прежнего процветания, оказался осажденным с трех сторон в одно и то же время оружием трех разных властителей, которые действовали без согласия: Бабур выдвинулся к ней из Андижана, Масуд Мирза из Хисара и Султан Али — из Бухары.

## Осада
Султан Али предложил Бабуру заключить договор о союзе и взаимном сотрудничестве, на который Бабур охотно согласился. В сопровождении ограниченного числа последователей. Но так как осень уже близилась к концу, а зима быстро приближалась, а местность вокруг Самарканда, истощенная присутствием стольких армий, была совершенно не в состоянии снабжать войска необходимой провизией и продовольствием, все вторгшиеся князья вынуждены были уйти на свои территории. Однако Бабур и Султан Али решили, что, как только зимний сезон закончится, они вернутся и снова осадят город. Наряду с остальными претендентами на престол Бабур также не был лишен амбиций занять самаркандский трон — центр империи, созданной его великим дедом Амиром Темуром.